# 2013年热带风暴安德烈亚
热带风暴安德烈亚（英語：Tropical Storm Andrea）是2013年大西洋飓风季形成的第一个热带气旋，也是首场获命名的风暴，于2013年6月上旬在古巴、尤卡坦半岛和美国东岸部分地区引发洪灾。系统源于6月5日墨西哥湾东部的一片低气压区，虽有强烈风切变和大量干燥空气的不利影响，但还是得以强化并向东北偏北方向移动。6月5日晚，气旋回转东北并逼近佛罗里达州大本德地区。经过强化，安德烈亚于6月6日达到持续风速每小时100公里的最高强度。数小时后，风暴略有减弱，于当晚从佛罗里达州泰勒县的斯坦亥琪附近登陆。气旋在穿越佛罗里达州和乔治亚州期间开始失去热带天气系统特征，于6月7日在南卡罗莱纳州上空转变成温带气旋，风暴残留接下来继续沿美国东岸移动，最终于6月10日被缅因州近海的另一个温带天气系统吸收。
成为热带气旋前，安德烈亚的前身在尤卡坦半岛降下近300毫米雨量。风暴在古巴引发洪灾，并以比那尔德里奥省灾情突出。该国有上千人逃离家园，其中大部分生活在比那尔德里奥省的古亚瓜特吉河沿线地区。气旋在当地催生出龙卷风，导致三户民宅受损。佛罗里达州部分地区降下暴雨，引发局部洪灾。该州共出现十场龙卷风，其中在棕榈滩县阿克里奇着陆的一场破坏最为显著，导致多套房屋的屋顶严重受损之余，还致使多条输电线缆中断，许多树木倒塌，该州还有一人受伤。转变成温带风暴后，安德烈亚又在北卡罗莱纳州催生出一场龙卷风，但破坏程度很轻。此外，美国东北部部分地区还发生轻度洪灾。受恶劣天气影响，弗吉尼亚州和新泽西州发生多起交通事故，造成三人死亡。南卡罗莱纳州有一名冲浪爱好者失踪，估计已经溺亡，是安德烈亚直接造成的唯一一起人员丧生事故。气旋残留之后在加拿大大西洋省份产生强烈阵风，导致新斯科舍和新不伦瑞克数千户居民家中停电。

## 气象历史
2013年5月底，墨西哥东部和中美洲北部上空发展出广阔但散乱的气旋式扰动天气区，其中还包括来自东太平洋飓风芭芭拉的残留。随着东风波从东侧逼近，这片扰动天气区的北部边缘于6月2日发展出倒型槽，为次日墨西哥湾南部上空形成弱下层低气压天气系统埋下伏笔。美国画家飓风中心开始在每六小时更新一次的热带天气展望中报告系统动向，预测未来48小时内形成热带气旋的几率。附近的上层低压槽导致大气环境偏于干燥，还有风切变的不利影响，致使低气压区层次结构混乱，难以发展成热带气旋。6月5日，外界环境略趋利好，系统结构也开始改善。

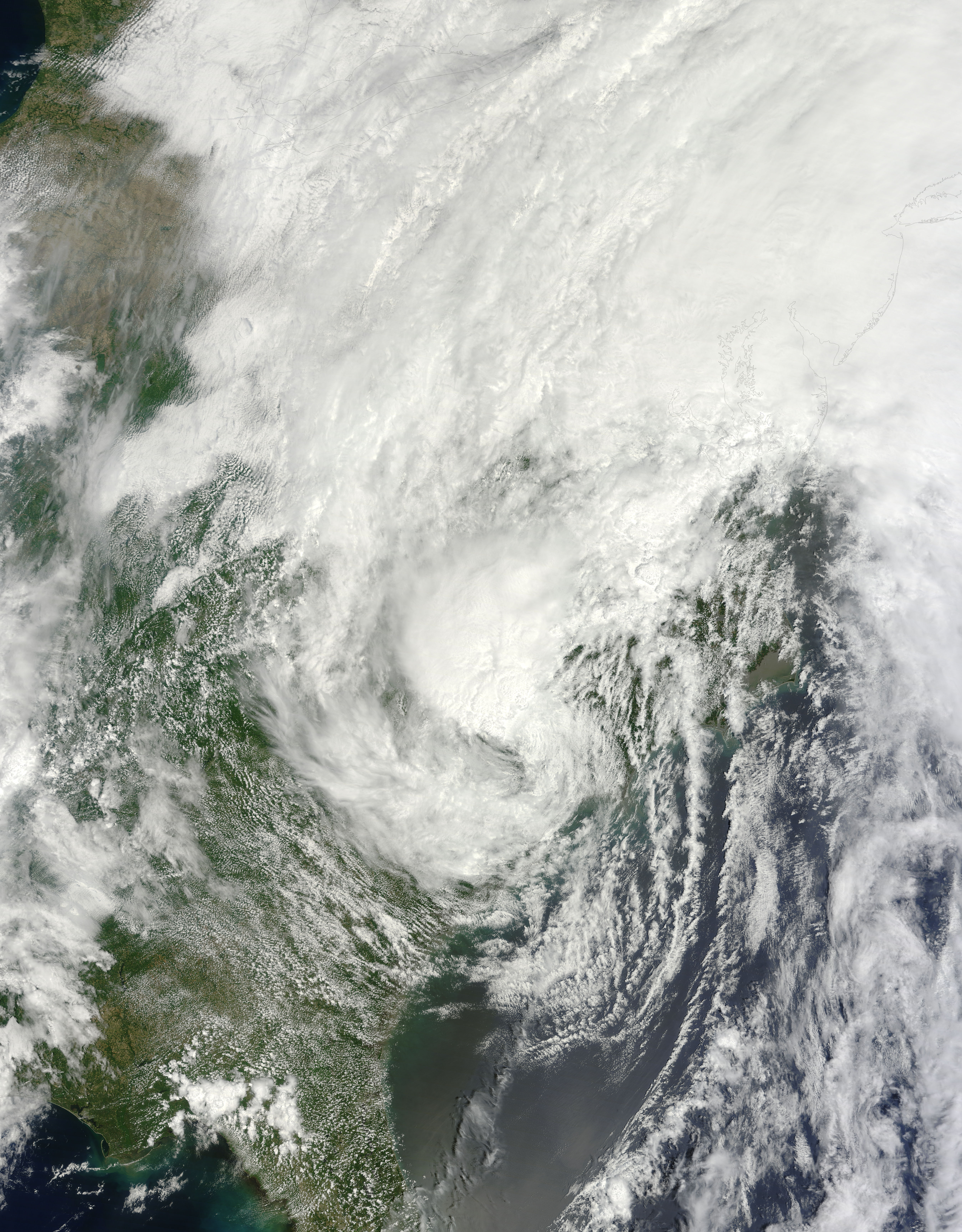
6月7日，热带风暴安德烈亚在南、北卡罗莱纳州上空逐渐减弱。

6月5日，飓风猎人侦查机在气旋内部发现闭合环流中心，还测得每小时65公里的风速，美国国家飓风中心因此于当晚开始针对中心位于佛罗里达州圣彼德斯堡西南方向约500公里海域的热带风暴安德烈亚发布公告。由于外界环境趋于不利，气象部门认为气旋不大可能会有大幅强化。6月6日清晨，受风速达到每小时47公里的风切变影响，风暴的深层对流已经偏移到中心以东及东南方向较远处位置。不过，安德烈亚依然在协调世界时这天中午12点达到风力时速100公里的最高强度。此后，风暴在干燥空气等多种不利条件的影响下略有减弱。6月6日晚22点，气旋从佛罗里达州迪克西县以南约15公里的斯坦亥琪（Steinhatchee）登陆，并在几乎同一时间达到992毫巴（百帕，29.3英寸汞柱）的最低气压。
6月6日风暴登岸后，美国国家飓风中心称安德烈亚有可能在24小时内开始转变成温带气旋，如果风暴结构没有改善，转变过程还可能提前。到6月7日晚，大部分对流已在干燥空气的影响下偏移至气旋西北象限。安德烈亚此时开始因中纬度低压槽逼近而加速朝东北方向移动，前进速度达到每小时42公里。根据地面观测和多普勒雷达的数据，气象机构认定风暴于6月7日下午18点行进至南卡罗莱纳州东北部上空时转变成温带气旋。安德烈亚的残留雷暴同北卡罗莱纳州上空锋区关联的对流混杂在一起，已经难以相互区分。飓风桑迪过后，美国国家飓风中心制订新政策，对于依然对美国构成威胁的风暴残留会继续发布公告，安德烈亚的残留此时仍对美国东岸形成威胁，所以符合这种情况。6月8日，气旋残留快速朝东北移动，先后穿越中大西洋地区和新英格兰。残留产生的烈风强度大风位于中心东南方向较远处，气象部门因此认为风暴残留不再构成威胁，所以中止发布公告。进入缅因湾后，安德烈亚的温带残留于6月9日凌晨0点左右被另一片温带低气压区吸收。

## 防灾措施

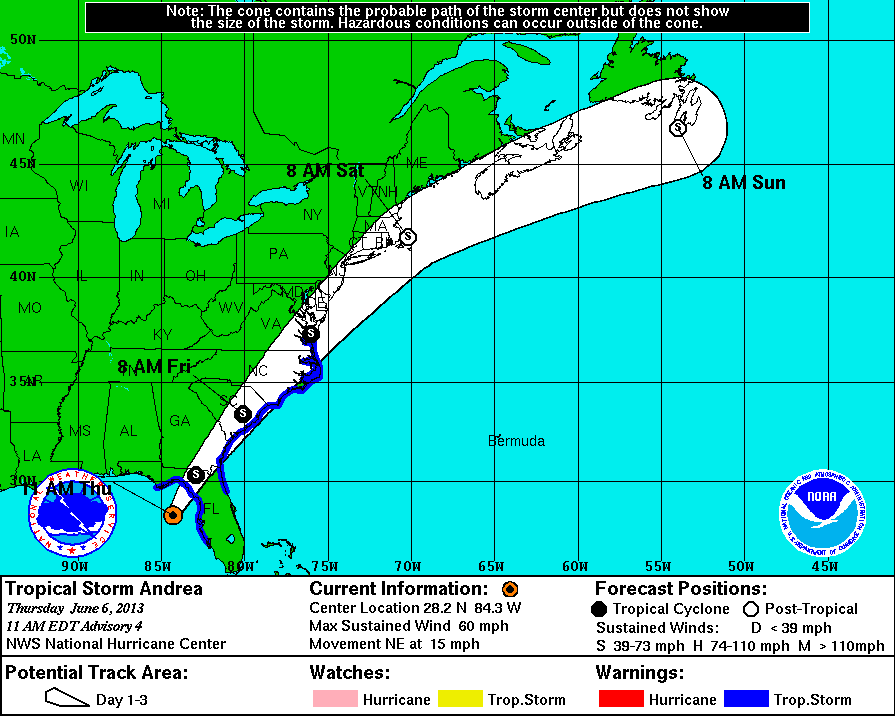
UTC6月6日下午15点，热带风暴警告生效。

受热带风暴安德烈亚影响，美国墨西哥湾沿岸和大西洋沿岸多地收到热带气旋警告。6月5日晚22点，佛罗里达州博卡格兰德（Boca Grande）到奥克洛科尼河（Ochlockonee River）河口接获热带风暴警告。同时，佛罗里达州弗拉格勒海滩到北卡罗莱纳州瑟夫城（Surf City）进入热带风暴观察预警生效状态。6月6日上午9点，热带风暴警告的生效范围从奥克洛科尼河口延伸到印第安帕斯（Indian Pass），同时弗拉格勒海滩到弗吉尼亚州查尔斯灯塔角（Cape Charles Light）也收到热带风暴警告。6月7日清晨，佛罗里达州墨西哥湾沿岸地区的热带风暴警告生效范围延伸到包含该州斯坦亥琪河（Steinhatchee River）至博卡格兰德，再于数小时后中止。6月7日上午9点，弗拉格勒海滩到瑟夫城的热带风暴警告生效范围调整为乔治亚州奥尔塔马霍河（Altamaha River）到查尔斯灯塔角。这天接下来的时间里，热带风暴警告的生效范围逐渐向北面回缩，中午12点时，生效范围的最南端是乔治亚州萨凡纳河（Savannah River），下午15点则已至南卡罗莱纳州的桑蒂河（Santee River），下午18点到达南卡罗莱纳州的利特尔里弗水湾，最终于晚上21点缩至瑟夫城。6月8日清晨，所有热带气旋警告均予中止。
美国海岸警卫队敦促佛罗里达州、乔治亚州和南卡罗莱纳州船主及海上业主采取必要措施，保护生命财产安全。佛罗里达州海湾群岛国家海岸的营地和一条海滨公路关闭，另有多个州立公园关闭，露营游客转移。彭萨科拉海滩的共管公寓协会要求高层住户移走阳台上的家具，以免被强风刮落。泰勒县进入紧急状态并开设两间避难所。

## 影响

热带风暴安德烈亚穿越佛罗里达州的雷达图像

安德烈亚于6月5日成为热带风暴，标志着2013年大西洋飓风季成为连续第四个在6月就有命名风暴形成的大西洋飓风季，之前三年在6月形成的风暴分别是2010年的飓风亚历克斯、2011年的热带风暴阿琳，以及2012年的飓风克里斯和热带风暴黛比。1966至2009年间每个大西洋飓风季的首场命名风暴平均要到7月9日才形成，安德烈亚要早一个多月。
安德烈亚的扰动天气前身仅24小时间就在尤卡坦半岛降下近300毫米雨量。古巴民防机构于6月5至6日向比那尔德里奥省发布天气警报，还向阿尔特米萨省和玛雅贝克省发布低风险级别预警。面对洪灾威胁，该国有上千人逃离家园，其中大部分生活在比那尔德里奥省的古亚瓜特吉河沿线。拉斯马丁纳斯市的24小时降雨量超过250毫米，还有多地测得超过200毫米降水。比那尔德里奥省的24个水库有六个6月5日时就已蓄满水。扰动天气还在当地催生出龙卷风，导致三户民居受损。

### 佛罗里达州

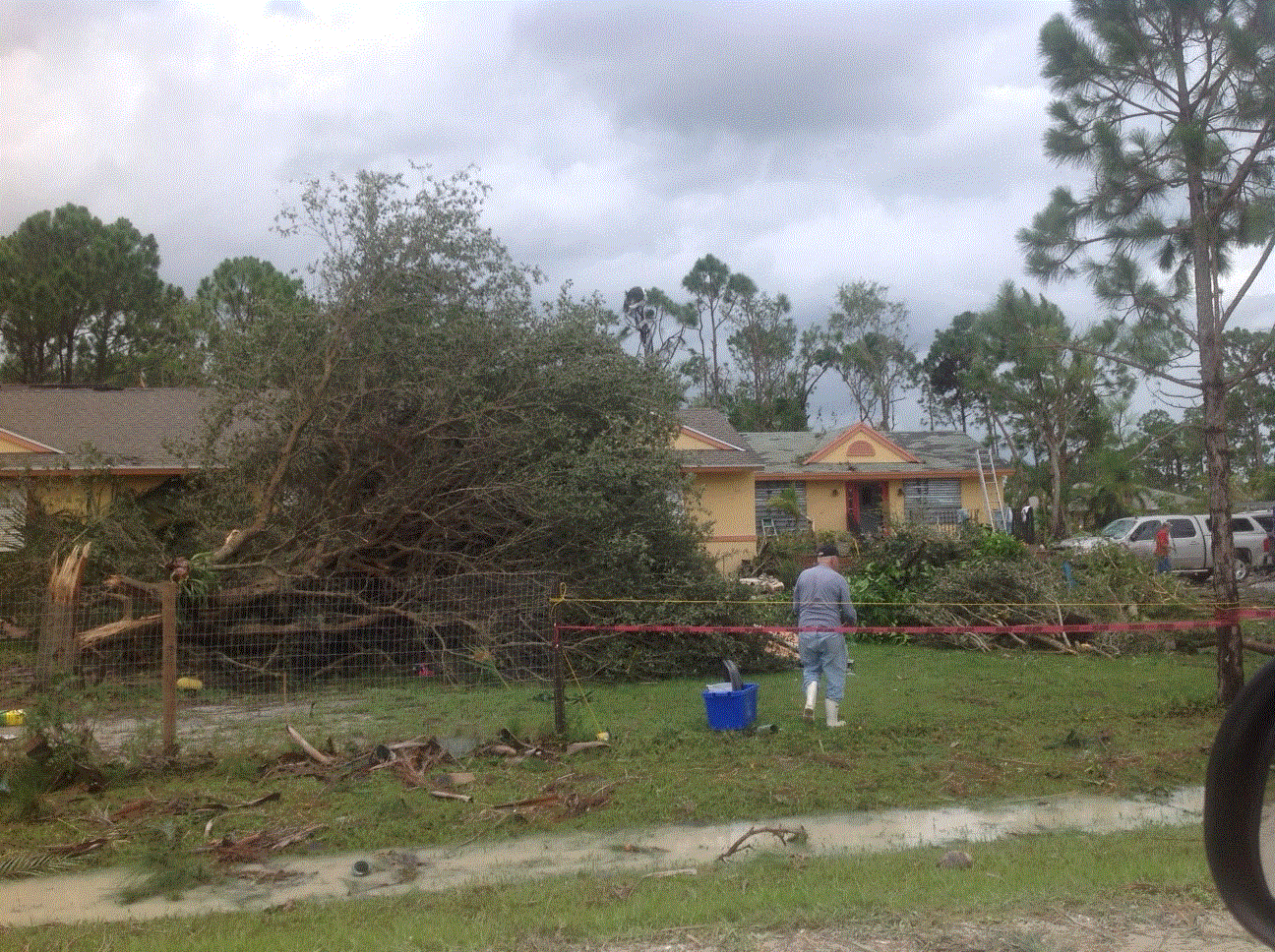
安德烈亚在阿克里奇催生出龙卷风，造成轻度破坏。

安德烈亚在佛罗里达州沿海地区产生的风暴潮总体较弱，墨西哥湾沿岸的风暴潮基本在0.6至1.2米之间。锡达礁某气象站测得的风暴潮最高，达到1.24米，该站还在涨潮时测得1.91米的风暴潮。戴维斯群岛（Davis Islands）的中尺度站测得每小时76公里持续风速，是佛罗里达州风速最高的所在，气旋在该州共计催生出十场龙卷风。马纳提县东南部的迈阿卡市（Myakka City）有三幢单户住宅的屋顶因龙卷风受损，另有六个谷仓和四套附属建筑受到破坏。虽然没有造成人员伤亡，但却有一匹马和六只鸡丧命，另有一匹马和两条狗受伤。70号州道位于迈阿卡市境内路段堆满大量垃圾和倒塌的供电线路，估计损失数额约为五万美元。希尔斯波罗县南部的阳城中心（Sun City Center）也出现龙卷风，导致多棵树木倒塌，许多凉台、招牌和屋顶受损，经济损失约有三万六千美元。
安德烈亚在佛罗里达州中西部部分地区降下局部暴雨，奇夫兰附近一间雨雪雹社会协作网气象站测得157毫米雨量。多个县发生轻度街道洪灾。皮尼拉斯县科奇曼市（Coachman）附近的县慈善协会有一间狗舍因舍顶堆积的树叶太重而导致大片屋顶坍塌。风暴在佛罗里达州中东部产生51至76毫米雨量，橙县、奥西欧拉县和沃卢西亚县局部地区前后三天的降雨总量达130至150毫米。气旋还在佛罗里达州北部杰克逊维尔的梅波特海军基地催生出一场龙卷风，多幢次要建筑受到轻微影响，另有部分建筑的屋顶或窗户受损。当地还出现狂风，杰克逊维尔海滩码头测得时速134公里的阵风，这也是安德烈亚的最强阵风纪录。费南迪纳比奇的阿米莉亚岛（Amelia Island）也出现龙卷风，造成轻微破坏。

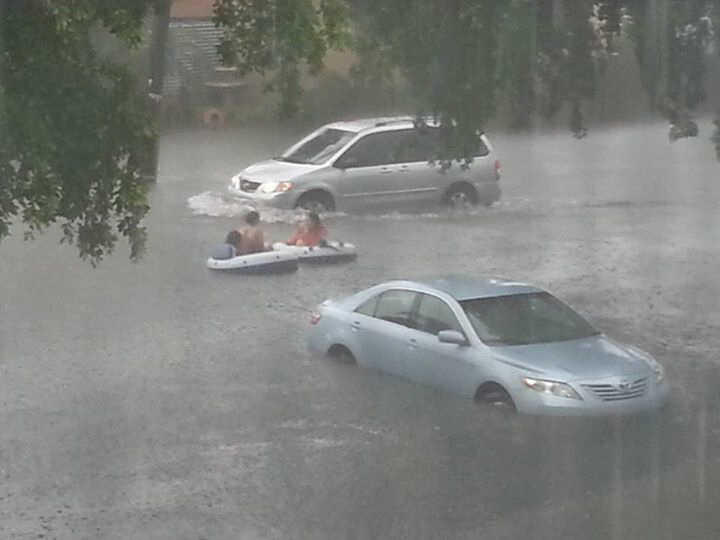
热带风暴安德烈亚在迈阿密-戴德县东北部引发洪灾

风暴一共在佛罗里达州产生十场龙卷风，其中三场是在该州南部催生。阿克里奇（The Acreage）有一场改良藤田级数为-1的龙卷风着陆，对多户民房的屋顶构成中等程度破坏，其中大部分是屋顶上的瓦片或其他遮蔽物掉落。许多树木被连根拔起，或是在树干附近折断，还有大量树枝掉落，造成部分民居的窗户破损。一户民房的车库门损坏，门被大风刮得朝内陷入，车库上的屋顶因相应受损。一名85岁的女性被掉落的橡树枝砸伤，树枝还砸破了她卧室的窗户。少量船只被风刮到别处，其中有艘9.1米长的船在大风下翻转。贝尔格莱德也出现龙卷风，导致雨篷破损，树木倒塌，还有多条电缆中断。更南面的布劳沃德县有场龙卷风着陆后行进至棕榈滩县境内，但没有造成破坏便已升空。
气旋关联的对流带缓慢穿越佛罗里达州南部，布劳沃德县和迈阿密-戴德县因此收到山洪爆发警告。北迈阿密海滩的降雨量最高，达到362毫米，其中355毫米是在24小时内降下。阿文图拉多条道路无法通行，有50余辆车抛锚。另外附近金沙滩的官员所述，该市有数百人被困在车上。佛罗里达国际大学的比斯坎湾校区降雨量达到297毫米。校区所在的北迈阿密有许多车辆被困，多条道路无法通行，24户家庭因洪灾被迫撤离。更北面的布劳沃德县好莱坞市灾情特别严重，降下230毫米雨量，多个蓄水湖泛滥成灾，许多车辆因此抛锚。

### 北美洲其他地区

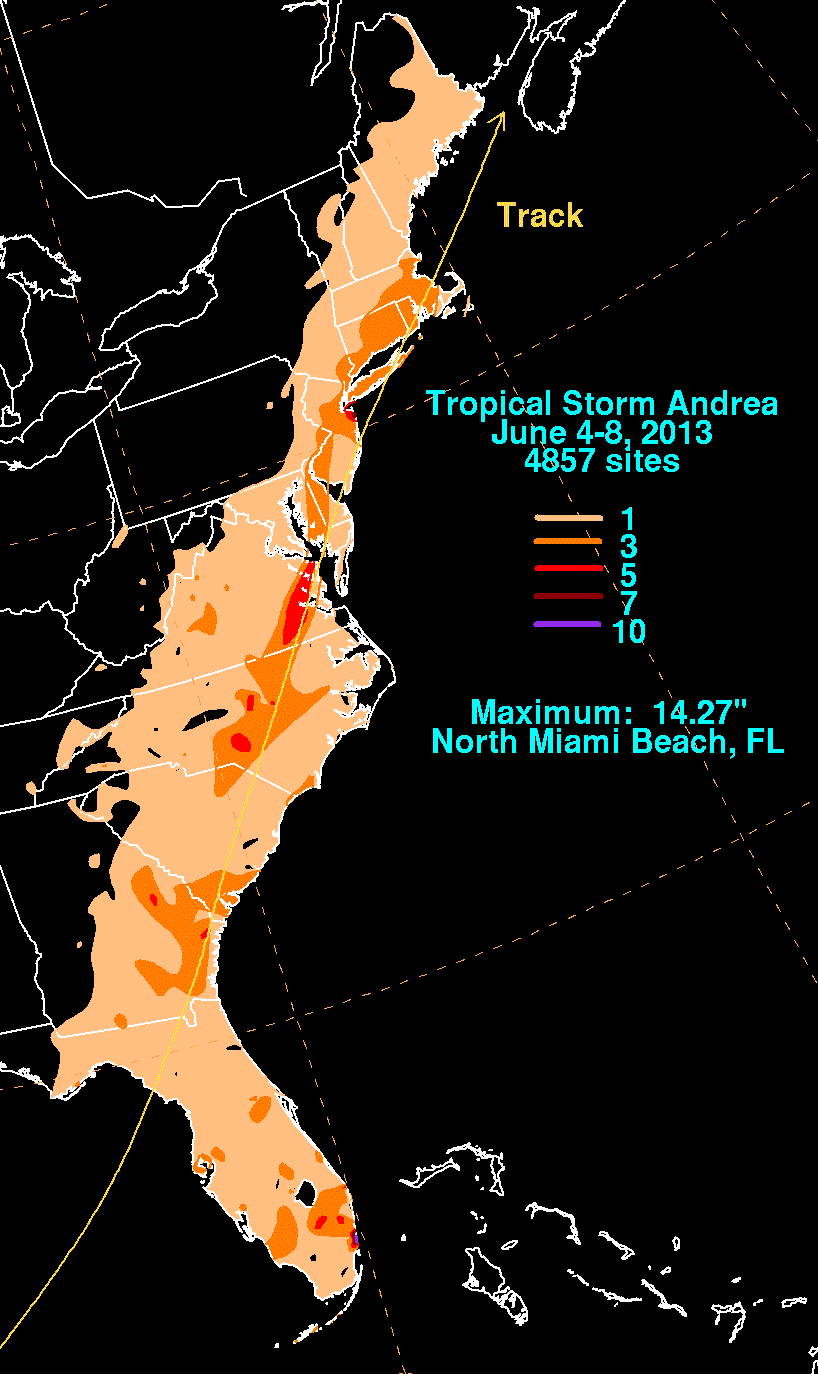
热带风暴安德烈亚在美国的降水分布

阿拉巴马州沿海地区有13名泳客在遭遇强烈离岸流后获救。风暴在乔治亚州沿海地区产生阵风，其中以普拉斯基堡风速最高，达到每小时51公里。大风引起的破坏程度很轻，基本局限于多个县的树木倒塌、供电线缆中断，查塔姆县有一幢房屋被倒塌的树木砸中。乔治亚州东部和南部大部分地区普降小雨，但布赖恩县里士满希尔（Richmond Hill）附近的降雨量却达到136毫米。25号美国国道位于查塔姆县境内路段因洪灾临时封闭。南卡罗莱纳州博福特县海岸测得1.08米的风暴潮。霍里县有一名冲浪爱好者失踪，之后推定已经溺毙。沿海及略偏内陆的多个县都有树木倒塌、电缆中断。安德烈亚在南卡罗莱纳州降下小雨，并以科尔多瓦降雨量最高，有120毫米。
气旋在很短时间里就给北卡罗莱纳州带去大量降水，并以穆尔县的卡梅伦（Cameron）雨量最高，达188毫米。罗利在前后24小时里降下131毫米雨量，刷新该市单日降水纪录。此外，这个数字还超越该镇6月的平均降雨量。。北卡罗莱纳州东部有许多河流和溪流泛滥成灾，导致多个县的大量街道封闭。位于罗利的克拉布特里谷购物中心（Crabtree Valley Mall）在停车场被淹后关闭。埃佩克斯、卡瑞、德罕、罗利，以及约翰斯顿县的克莱顿（Clayton）都有许多低洼或位于河流沿岸的社区被淹。安德烈亚在不伦瑞克县瓦南顿（Varnamtown）催生出龙卷风，刮倒多棵树木的同时，还令一间大型仓库受损。
风暴在弗吉尼亚州南部产生超过130毫米降水，其中最多的威廉斯堡有196毫米。阿可麦克县多条道路因水位过高无法通行。6月7日，弗吉尼亚州西南部发生车祸，导致一人丧生，属气旋间接引起的人员伤亡。马里兰州东部的降雨量大多在76到152毫米之间。部分地区排水设施不畅，导致加罗林县和塔尔博特县均有多条道路封闭，塔尔博特县有约20条公路禁止通行。根据雷达图像估算，特拉华州的降雨量大多在51到102毫米之间，降水最多的士麦那（Smyrna）测得132毫米。排水设施善欠佳的地区爆发山洪，致使许多道路封闭，并以特拉华州中部情况突出。根据气象雷达估算，宾夕法尼亚州东部的降雨量基本在51到102毫米之间，并以巴克斯县的兰霍恩（Langhorne）最高，有104毫米。位于该县境内的内沙米尼溪（Neshaminy Creek）水位超过洪水水位2.7米。特拉华县的切斯特溪（Chester Creek）沿线发生洪灾。
新泽西州降下暴雨，蒙茅斯县大洋港（Oceanport）的降雨量超过130毫米。米尔斯通河和拉里坦河沿线因此爆发洪灾，降水还导致交通受阻。安德烈亚在该州造成三起车祸，其中两起导致人员丧生。州内多条道路被淹，许多人需要水上救援。博根县和联合县因河流泛滥致使低洼地区和排水设施不畅的地区被淹。洛克威河（Rockaway River）位于摩里斯县布恩顿（Boonton）境内河段6月8日下午至次日早上的水位涨至超过洪水水位1.5米。时速55公里的大风刮倒部分树木，还令多条输电线缆中断，致使500至2000居民失去供电。一架从棕榈滩飞往波士顿的飞机被闪电击中，不得不在纽华克自由国际机场紧急降落。纽约中央公园仅数小时里就降下121毫米雨量，导致部分地区爆发山洪。纽约地铁3号线96街站到148街站路段短暂停运。
气旋在康涅狄格州的盖尔斯弗瑞（Gales Ferry）降下169毫米雨量，导致费尔菲尔德县和新伦敦县爆发山洪。罗德岛州各地降雨量大多在76到127毫米左右，许多街道和地下屋被淹，还有部分汽车被困，并以普罗维登斯县情况严重。95号州际公路位于普罗维登斯境内的一条出口匝道积水有46厘米深。马萨诸塞州东部的降雨量估计为76至127毫米，布里斯托县境内包括24和79号州道，以及95号州际公路入口匝道在内的多条公路被淹。福尔里弗有许多汽车被61厘米深的洪水所困，新贝德福德有很多地下室被淹，还有多条街道发生洪灾或无法通行。此外，同样位于新英格兰的缅因州、新罕布什尔州和佛蒙特州都降下小雨。
转变成温带气旋后，安德烈亚在加拿大大西洋省份产生降水和阵风。受大风影响，政府官员将联邦大桥部分关闭。6月8日风暴经过期间，新斯科舍和新不伦瑞克有超过四千用户失去供电。